# 蒙特科查山
10°29′06″S 76°53′48″W / 10.48500°S 76.89667°W
蒙特科查山（Montecocha），是秘魯的山峰，位於該國中南部利馬大區，由卡哈坦博省的卡哈坦博區負責管轄，屬於瓦伊瓦什山脈的一部分，海拔高度5,200米。